# Гиппо-Палас

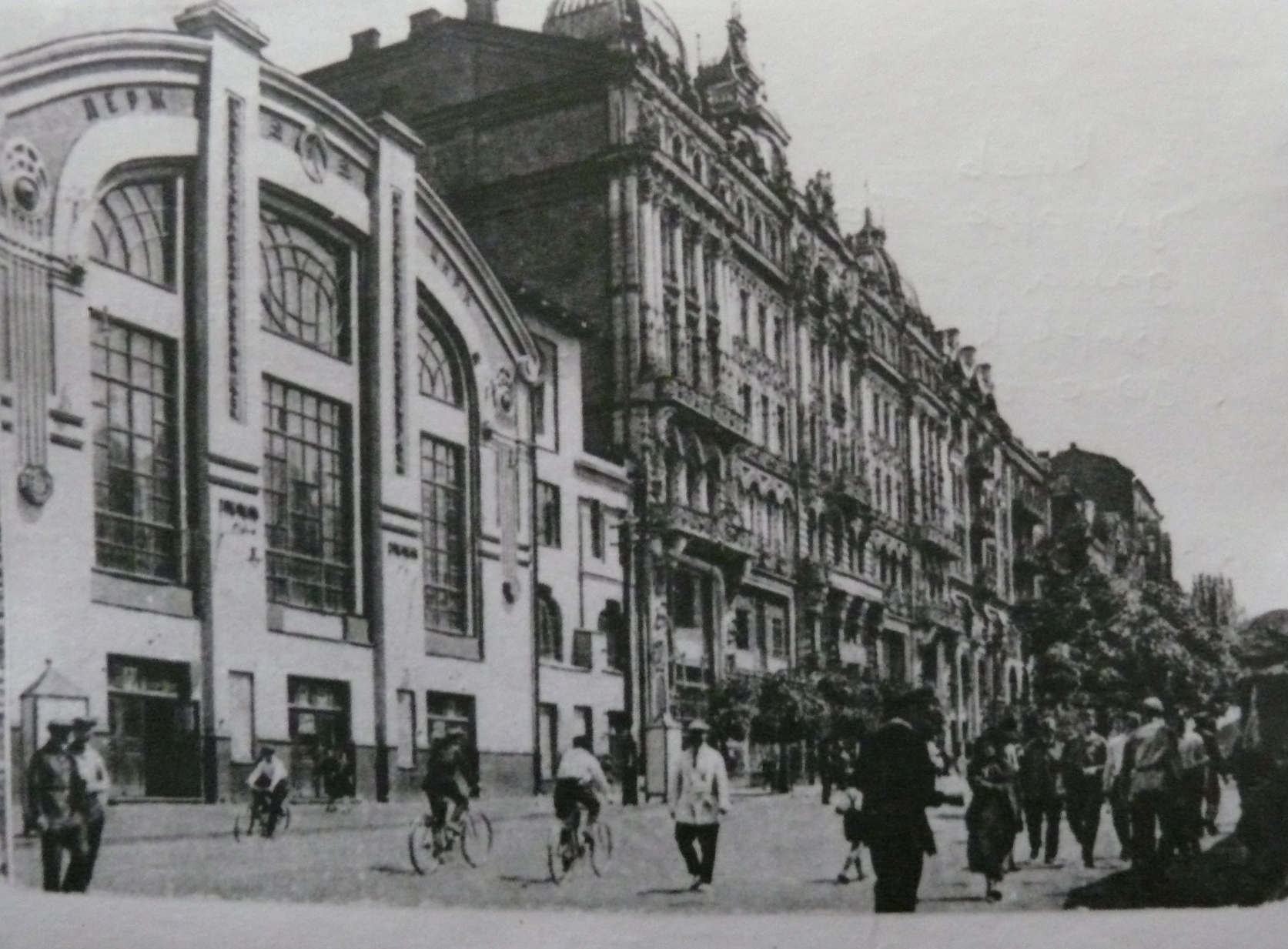
Цирк Крутикова и дом Гинзбурга

Гиппо-Палас (укр. Гиппо-палас) или Конный цирк П. С. Крутикова — был одним из крупнейших цирков в Европе. Здание цирка было построено в центре Киева на Николаевской ул., ныне, ул. Арх. Городецкого, которая находится на восточном конце Крещатика, главной и наиболее известной улицы города.
Здание построено в 1890—1903 по проекту известного киевского архитектора Э. П. Брадтмана по заказу владельца конного цирка П. С. Крутикова.

## Строительство
В 1890-х годах депутаты киевской Городской думы подняли вопрос о строительстве постоянного здания для цирка. Предполагалось построить каменное здание цирка за счет города или на частные средства с различными условиями его дальнейшего использования. Стоимость строительства не должна была превышать 60 000 рублей. Вопрос с финансированием проекта затянулся. Тогда, П. С. Крутиков за 100 тыс. руб. приобрёл участок земли на Николаевской ул. ныне ул. арх. В. Городецкого и заказал архитектору Э. П. Брадтману проект цирка. Здание цирка — «Конного дворца» обошлось Крутикову в 325 000 руб. Строительство цирка—мечты исчерпало все деньги, доставшиеся ему в наследство от отца. Кроме того, Крутикову пришлось продать собственное имение.

## Архитектура
Здание цирка было выстроено в модном для того времени стиле модерн. При строительстве активно использовался цемент и металлические конструкции. В целях безопасности все, кроме паркета и кресел, было сделано из железа и бетона. Поддерживающую стеклянный купол ферму изготовили из тонких и прочных металлических стропил.
В цирке было центральное паровое отопление, просторное фойе, самый большой в Киеве зрительный зал на 2 000 мест, электрическое освещение, новинка того времени — гардероб, и две арены: репетиционной и главной. Была также предусмотрена трансформация циркового зала в концертный.

## Иконография
Оформление фасада было довольно сдержанным. Учитывая, что ул. Городецкого застроена домами, фасады которых отличаются чрезмерной пышностью декоративной отделки, такой прием оказался весьма эффективным. Лаконичный фасад «Гиппо-Паласа» притягивал к себе глаз уставший от созерцания бесконечных скульптурных украшений.
Авторы книги «Киев в стиле модерн» полагают, что работая над цирком Крутикова Э. П. Брадтман использовал принципы позднего модерна и не скрывал конструкцию здания под избыточным слоем декоративных рельефов.

## История
11 ноября 1903 года строительство цирка было завершено.
Открытие «Гиппо-Паласа» состоялось 23 ноября 1903 года.
29 апреля 1918 года, в здании цирка состоялось собрание «Хлеборобский Конгресс», который созвали Украинская народная громада и «Союз Земельных Собственников». На собрание съехалось более 6 000 депутатов. Большая часть из них в зале не поместилась и стояла на улице перед цирком. На этом собрании был избран гетманом Украины Павел Скоропадский.
После установления в Киеве советской власти цирк был национализирован.
В сентябре 1941 года, через несколько дней после вступления немцев в Киев, «Гиппо-Палас» был взорван минами, которые заложили подрывники из НКВД, вместе с рядом других объектов центральной части города. В советской историографии взрывы в центре Киева длительное время приписывались немцам.
26 мая 1964 года на месте цирка было построено здание кинотеатра «Украина» — первого киевского широкоформатного кинотеатра. Авторами проекта здания кинотеатра были архитекторы Л. В. Добровольский, А. Я. Косенко, инженеры М. Б. Гринвальд и Ф. М. Бейлин.

## Знаменитости выступавшие в цирке Крутикова
В цирке давал представления знаменитый дрессировщик Дуров. Проходили соревнования по борьбе с участием Поддубного, Заики и Вахтарова. В стеннах «Гиппо-Паласа» давали концерты великие оперные певцы Фёдор Шаляпин, Леонид Собинов и Титта Руффо. Выступали Владимир Маяковский и Александр Куприн.